# Progetto Ringeltaube
Il progetto Ringeltaube consisteva nella realizzazione da parte del Terzo Reich, tra il 1944 e il 1945, di un gruppo di tre giganteschi bunker semi-interrati che doveva sorgere nei pressi di Landsberg (Germania). Alla costruzione dei bunker parteciparono migliaia di deportati dei campi di concentramento della zona di Kaufering.

## Il progetto
Tra il 1944 e il 1945, furono costruite molteplici strutture sotterranee per proteggere le vitali industrie belliche del Terzo Reich dai bombardamenti degli alleati. La maggior parte di questi siti consisteva in tunnel sotterranei adattati all'interno di miniere già esistenti, oppure nuove escavazioni. Ma una singolare tipologia di bunker fu costruita nei pressi di Mühldorf am Inn, ad est di Monaco e nel comune di Landsberg am Lech. Il primo aveva il nome in codice di “Weingut I” (cantina per il vino); gli altri bunker di questo tipo furono costruiti nella zona di Landsberg (Weingut II e Diana II), per altri fu pianificala la loro costruzione nella regione del Sudetenland e in quella del Rheinland. Questo sito consisteva in una lunga, massiccia struttura di archi di cemento armato e rinforzato. La superficie sottostante sarebbe stata scavata per garantire un'ampia area di movimento.

## Le ditte a cui furono appaltati i lavori
Il lavoro di design e di edificazione fu eseguito dalla ditta di ingegneria Polensky & Zöllner per “Weingut I”, dalla ditta Leonhard Moll per “Weingut II” e dalla ditta Phillip Holzmann per “Diana II”, con l'ausilio di lavoro manuale dei detenuti dei campi di concentramento e dei prigionieri di guerra russi, dai campi di Dachau e da quelli che sorgevano nelle vicinanze come Kaufering.
I lavori all'interno dei bunker furono appaltati alle ditte Dyckerhoff & Widmann e Held & Francke. Secondo le stime del vice capo delle costruzioni Rudolf Neuhaus, il bunker “Weingut II” avrebbe richiesto il sollevamento di 12,495 milioni di metri cubi di terra e la colata di 3,927 milioni di metri cubi di cemento. Il progetto iniziale prevedeva una struttura lunga 464 metri, per una larghezza di 97 metri e un'altezza di 33 metri. Leonhard Moll stimò un costo complessivo di 20.179.700 Reichsmark per “Weingut II”, fermatosi a 14.000.000 di Reichsmark alla fine della guerra quando il lavoro fu lasciato al 70%.

## Gli operai e i deportati
Secondo i calcoli dell'impresa Dyckerhoff & Widmann, nella costruzione dovevano essere impiegati lavoratori tedeschi esperti ad un costo di 0,90 Marchi all'ora, lavoratori tedeschi non esperti ad una paga che variava dagli 0,60 agli 0,80 Marchi all'ora e lavoratori ausiliari, stranieri ed inesperti per 0,60 Marchi all'ora. I prigionieri dei campi, naturalmente non ricevevano alcun tipo di compenso e ben presto vennero considerati come schiavi. L'amministrazione delle SS calcolò per i deportati una spesa giornaliera di 0,60 Marchi, relativa al cibo, vestiario e alloggio. In conseguenza del lavoro degli schiavi, il governo nazista e le ditte che lavoravano al progetto stimarono un risparmio che ammontava a diversi milioni di Marchi.

## Le strutture
Il sito di “Weingut I” era stato ideato per la produzione di parti meccaniche da usare per i motori jet dei velivoli Messerschmitt Me 262. I lavori iniziarono nel maggio del 1944 ma non furono completati: alla fine della guerra solo la metà degli archi in cemento era stata colata e le escavazioni sottostanti non erano state terminate. Tra le strutture incluse nell'area c'erano fabbriche di cemento, bunker per la protezione dai raid aerei e sedi amministrative. La struttura dei bunker veniva realizzata innalzando terrapieni di ghiaia posti sul terreno nella forma appropriata e facendo colare il cemento sopra di essi, che in seguito veniva armato e rinforzato, per uno spessore totale di oltre 3 metri. Il cemento veniva colato in sezioni di archi separati tra loro. Il bunker “Weingut I” finito avrebbe dovuto comprendere 12 archi per una lunghezza totale di 400 metri. Di seguito il materiale al disotto degli archi veniva scavato, compresa una profondità pianificata di 18 metri al disotto del livello del suolo originale, dove sarebbero stati posizionati i binari per un piccolo treno da trasporto, ancora una volta sopra una pavimentazione di cemento. Il treno avrebbe agevolato il lavoro di rimozione della terra e ghiaia. Sarebbero stai poi aggiunti altri 2 metri circa di cemento sopra le arcate ed infine il tutto sarebbe stato ricoperto da terra dove sarebbero stati piantati alberi per camuffare la struttura.

## La fine dei lavori
La costruzione fu fermata nel tardo aprile del 1945, quando i prigionieri furono fatti marciare a forza verso Monaco, durante la quale   morirono diverse persone (marce della morte). La U.S. Army scoprì il sito di "Weingut I" nel 2 maggio del 1945. Tutti tranne uno degli archi, sono stati demoliti con esplosivi nel 1947. Negli anni cinquanta l'unico dei tre enormi bunker che fu portato a termine fu quello dal nome in codice “Weingut II”, recuperato e quindi finito di costruire dal Ministero della difesa della Repubblica Federale Tedesca, allora sotto Franz Josef Strauß. Attualmente è la base della Luftwaffenwerft 31, come centro di riparazioni delle forze aeree della Germania.